# Grapsoidea

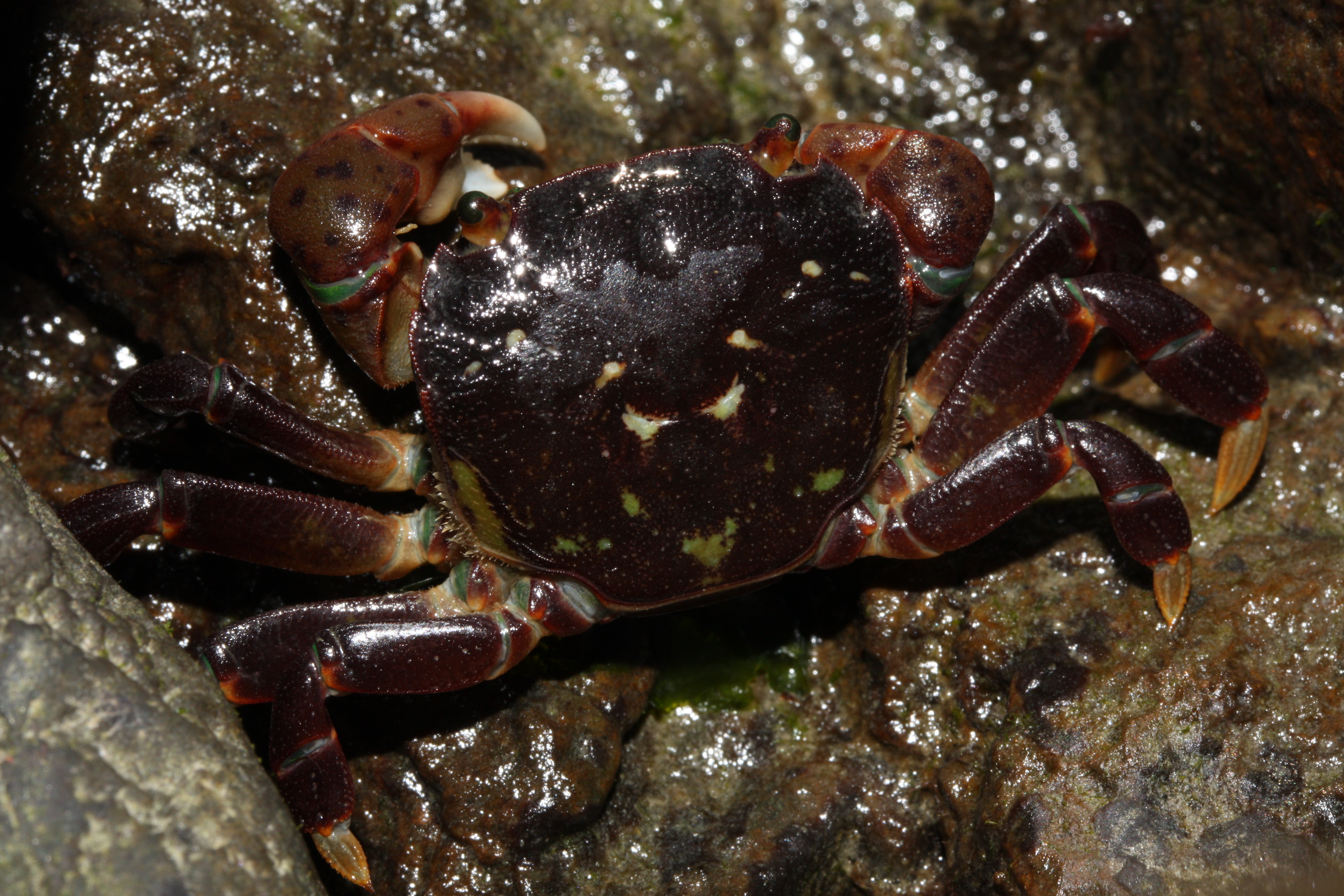
Hemigrapsus nudus, um dos membros da super família dos Grapsoidea

O Grapsoidea são uma super família de caranguejos; eles são bem conhecidos e contêm muitos táxons que são terrestre (terra-vida), ostracodes (levando para o mar apenas para reprodução), ou limnic (que vivem em água doce). Outro bem conhecido membro com mais convencional do estilo de vida Chinês caranguejo luva.
A delimitação do Grapsidae e Plagusiidae está na necessidade de revisão; o último ao menos não é monofilético. Mesmo aparentemente é verdadeiro para vários gêneros no Sesarmidae.
Os parentes vivos mais próximos do Grapsoidea são os Ocypodoidea. Na verdade, eles parecem ser parafilético com respeito uns aos outros e parece garantido para a série a Ocypodoidea para o Grapsoidea.